# Чаран, Дьюла
Дьюла Чаран (венг. Czárán Gyula; 23 августа 1847, Шепреуш, Румыния  — 6 января 1906, Менихаза, Румыния) — венгерский землевладелец, путешественник, дорожный строитель, спелеолог, писатель, основатель венгерского туризма.
Почётный член Трансильванско-Карпатской ассоциации, постоянный член Венгерского королевского общества естественных наук и Венгерского географического общества. Он проводил новаторские геологоразведочные работы и прокладывал туристические тропы в горах Бихара.

## Биография
Дьюла Чаран родился 20 августа 1847 года в деревне Шепреуш в семье армянского купца. Там он закончил начальную школу, где также выучил румынский язык.
Он продолжал учебу в средней школе Минорита в Араде до 1866 года, когда отец перевёл его в 8-й класс Братиславской средней школы. В то время Дьюла уже говорил на латыни и немецком языке. Окончил школу с отличием в 1867 году.
По воле отца, Чаран отказывается от любимого инженерного дела и поступает на юридический факультет Будапештского университета. Здесь в свободное время он легко выучил французский и итальянский языки. В соответствии с требованиями возраста, но главным образом по дальнейшему настоянию отца, он продолжает юридическое обучение в Вене.
Чаран все чаще бежал в горы Бели из-за принудительного управления ландшафтом. Здесь он посетил сталактитовую пещеру Мезиади в 1880 году, в которой он первым исследовал и нанёс на карту три уровня. Тем временем он путешествовал по Италии, Германии, Австрии, посетил Французские Альпы, Высокие Татры, Трансильванию.
В ноябре 1895 года Чаран был избран постоянным членом Венгерского географического общества, который в то же время вступил в Трансильванскую Карпатскую ассоциацию, базирующуюся в Клуже. С тех пор всю свою масштабную туристическую работу он проводил под эгидой EKE, несмотря на то, что значительные расходы в основном покрывал сам, а его исследования были уже ранее.
В конце 1897 года Чаран тщательно подготовил и провёл Пробную экскурсию по водопаду, включавшую в себя самые красивые достопримечательности региона: смотровые площадки, скалы и водопады.
В 1902 году Чаран завершил строительство трассы Понорулуй, а в 1903 году появился его туристический путеводитель под названием «Туристический путеводитель для поездок в Стана-де-Вале». В период 15-17 июля 1904 года он открыл три маршрута: нижний, средний и верхний контуры в районе Байца, которые включают в себя красивейшие водопады, пещеры, смотровые площадки в верхнем бассейне Черной горы. В этом году он исследовал и представил туристам пещеру Мэгура в долине Сигиштель и маршрут в ущелье Туренилор.